# Blabicentrus capixaba
Blabicentrus capixaba là một loài bọ cánh cứng trong họ Cerambycidae.